# Streblus taxoides
Streblus taxoides là một loài thực vật có hoa trong họ Moraceae. Loài này được (Roth) Kurz miêu tả khoa học đầu tiên năm 1877.